# کیرشنر ۱۶۴۴۱
سیارک ۱۶۴۴۱ (به انگلیسی: 16441 Kirchner، نامگذاری:1989EF6) شانزده هزار و چهارصد و چهل و یکمین سیارک کشف شده‌است که در ۷ مارس ۱۹۸۹ کشف شد.
قدر مطلق سیارک برابر ۱۴٫۰۰ است.